# نوينجامى
نوينجامى (وصلة=| عن هذا الصوت  ) هو جزء منهامبورغ في ألمانيا، تقع في حي بيرجيدورف، بالقرب من نهر دوف إلب (أحد روافد نهر إلبه). بلغ عدد السكان في عام 2016 3،691.
كان تضم معسكر الاعتقال نوينجامى خلال فترة وجود ألمانيا النازية.

## جغرافية
يقع نوينجامى في الجزء الجنوبي الشرقي من هامبورغ. بلغ إجمالي مساحتها في عام 2007 حوالي 18.6   كيلومتر مربع. 

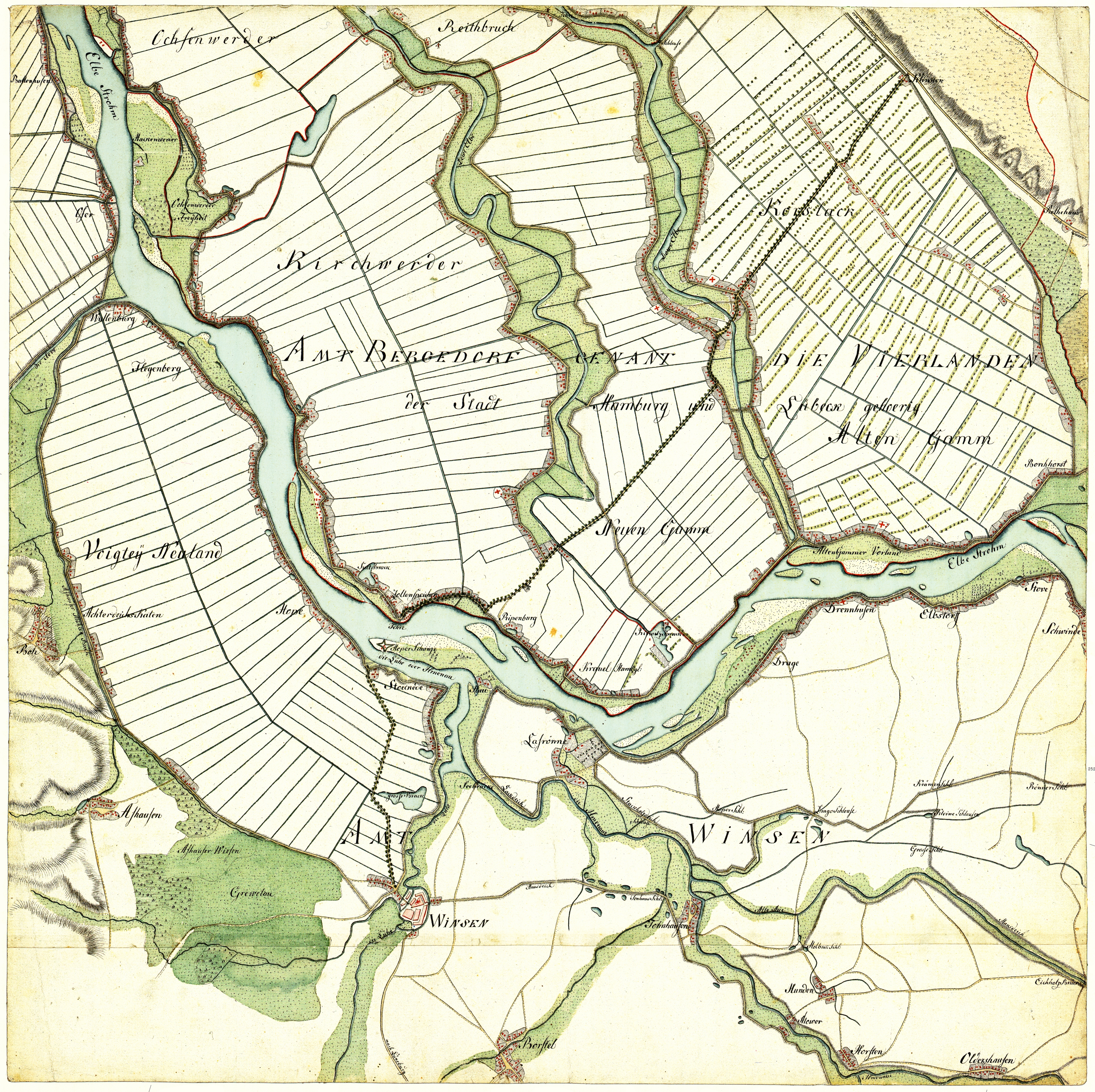
نوينجام حوالي عام 1790 (الخريطة التاريخية لجوستاف أدولف فون فارندورف)

## التاريخ
من ديسمبر 1938 وحتى مايو 1945 ، كان معسكر الاعتقال في نوينجامي (بالألمانية: Konzentrationslager Neuengamme) يضم أكثر من 106000 سجين — بما في ذلك جميع المعسكرات الفرعية — مات نصفهم تقريبًا.  

## التركيبة السكانية
يعيش 3،479 شخصًا في حي نوينجام في عام 2010. كانت الكثافة السكانية 168 نسمة لكل كيلومتر مربع. كان 17.7٪ من السكان دون سن 18 عامًا، و 20.2٪ في عمر 65 عامًا أو أكبر. 2.3 ٪ منهم من المهاجرين. تم تسجيل 54 شخصًا كعاطلين عن العمل. 

## التعليم
في عام 2007، لم تكن هناك مدارس في نوينجام. 

## روابط خارجية
- صفحة الويب الخاصة بالنصب التذكاري Neuengamme ، تم استرجاعها في 19 أغسطس 2009